# L'Initiatrice
Pour plus de détails, voir Fiche technique et Distribution.
L'Initiatrice (Cugini carnali) est une comédie érotique italienne réalisée par Sergio Martino et sortie en 1974.

## Synopsis
Nico D'Altamura, 16 ans, est le fils timide d'un directeur de lycée sévère dans une petite ville du Salento. Un jour, sa cousine Sonia arrive chez eux, venue de Rome pour les vacances d'été et pour suivre les cours de latin et de grec de son oncle. Timide et introverti, Nico est soumis à une séduction continue de la part de la jeune fille, qui a grandi en ville et qui est beaucoup plus ouverte et décomplexée que lui.
Après avoir essayé toutes les stratatègmes, y compris celle de la jalousie, Sonia, peu avant son départ pour Rome, parvient à échapper à ses oncles et à rester seule avec Nico qui, ayant enfin trouvé le courage, vit sa première expérience amoureuse.

## Fiche technique
- Titre français : L'Initiatrice[1]
- Titre original : Cugini carnali[2]
- Réalisation : Sergio Martino
- Scénario : Fernando Popoli, Sergio Martino, Sauro Scavolini
- Photographie : Giancarlo Ferrando (it)
- Montage : Eugenio Alabiso
- Musique : Claudio Mattone
- Décors : Franco Calabrese
- Costumes : Gaia Romanelli, Maria Laura Zampacavallo
- Production : Carlo Ponti
- Sociétés de production : Compagnia Cinematografica Champion
- Pays de production :  Italie
- Langue originale : italien
- Format : Couleurs par Technicolor - 2,35:1 - Son mono - 35 mm
- Genre : Comédie érotique italienne
- Durée : 90 minutes
- Date de sortie : 
  - Italie : 7 mars 1974
  - France : 4 septembre 1974

## Distribution
- Susan Player : Sonia

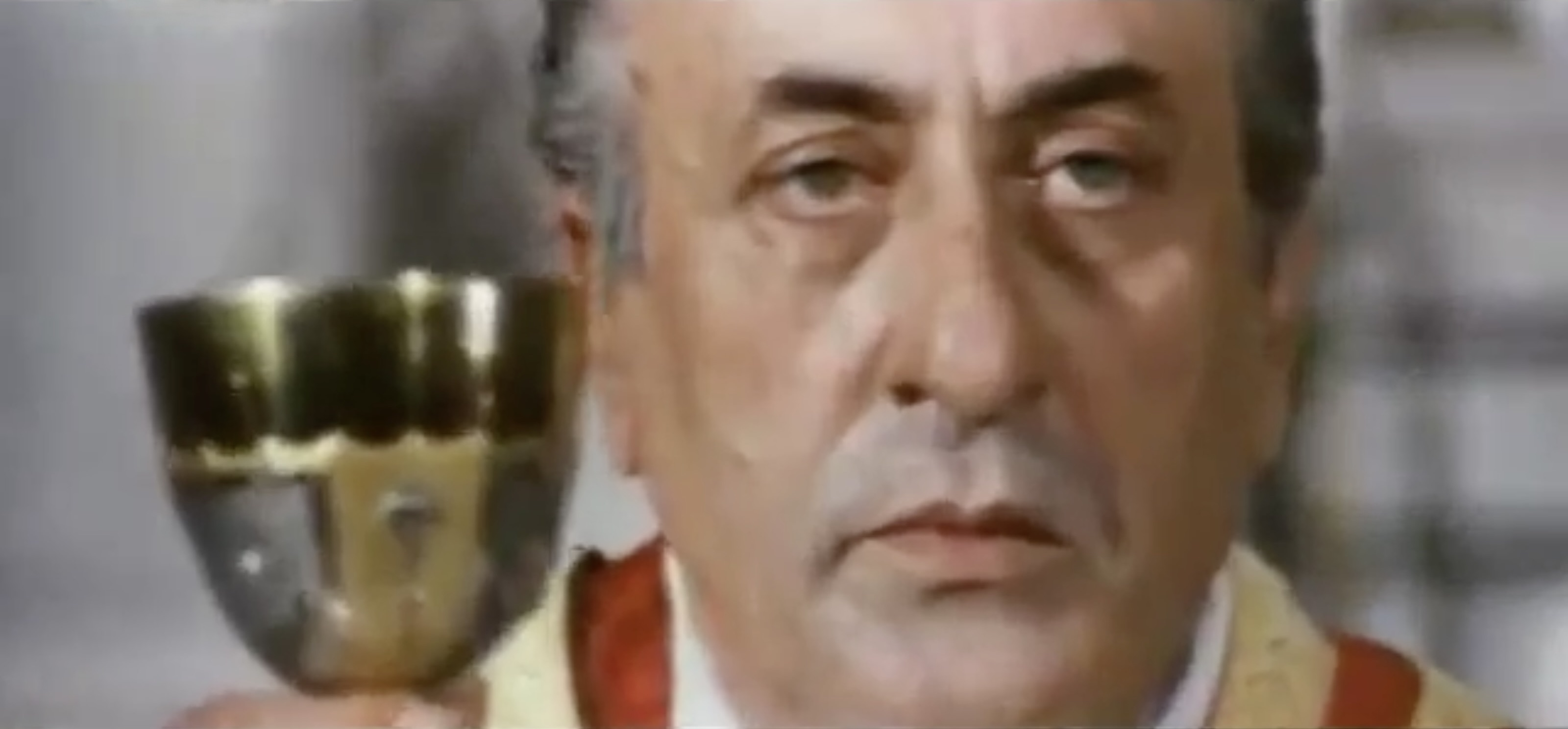
Claudio Nicastro dans une scène du film.

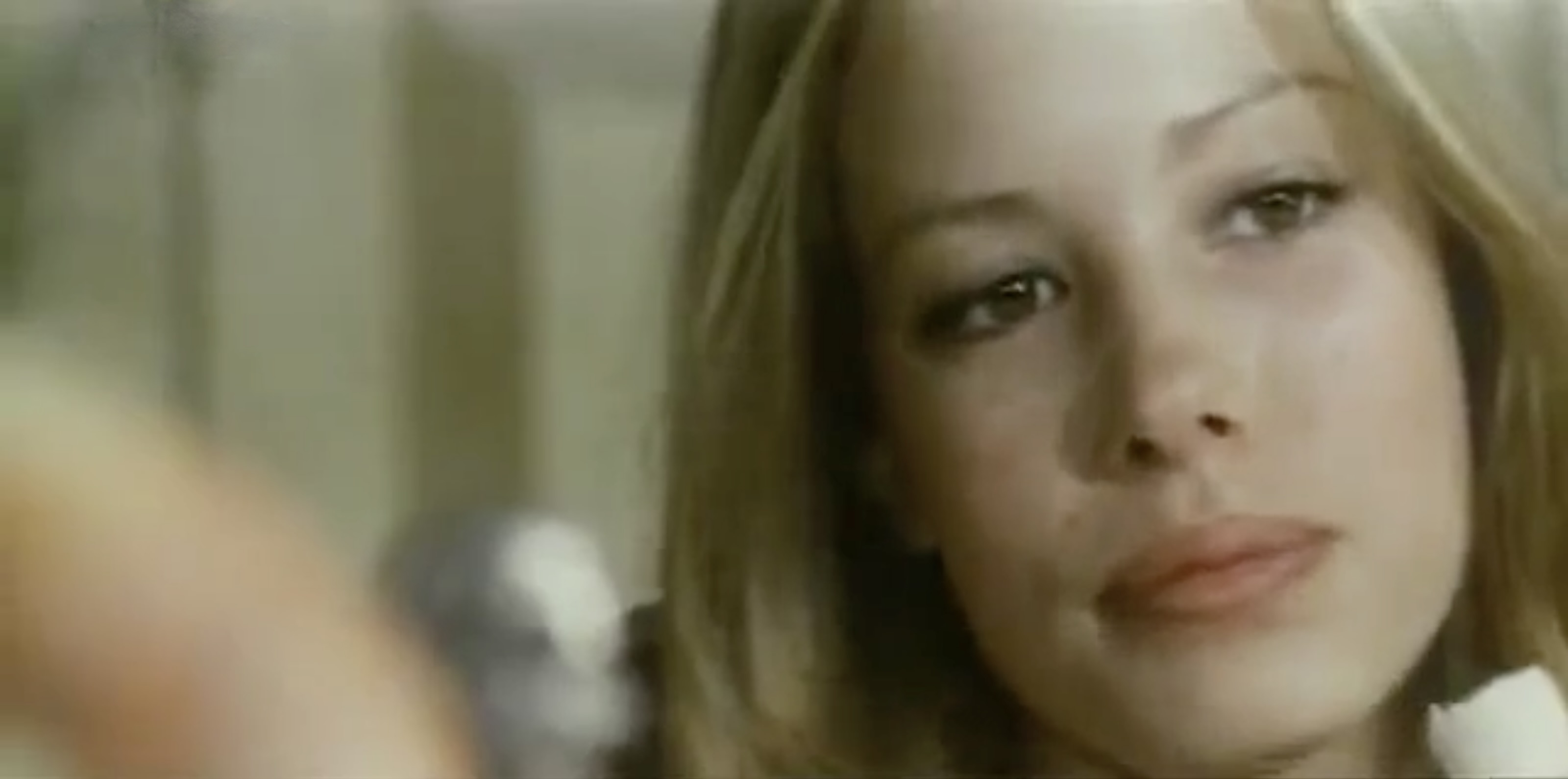
Susan Player dans une scène du film.

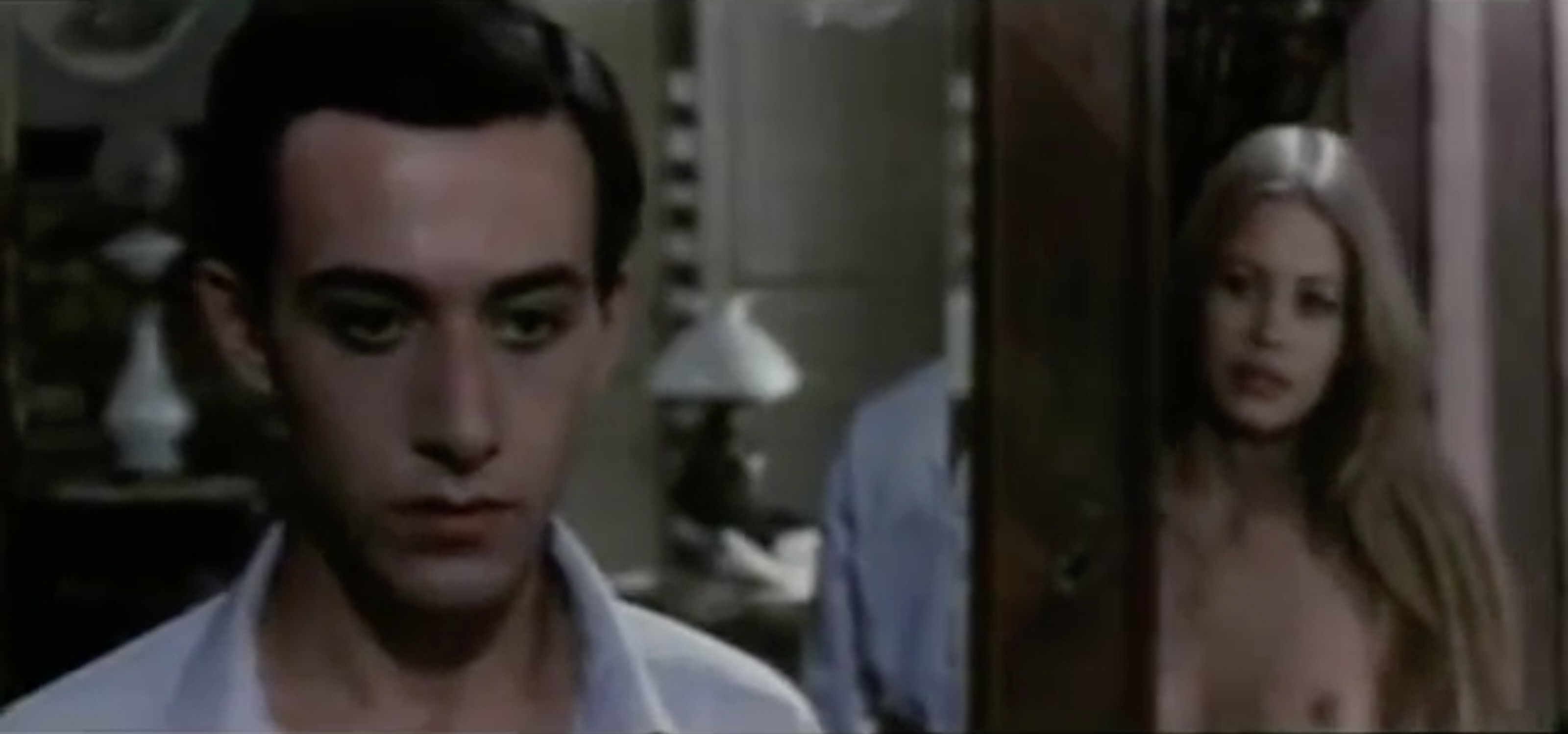
Alfredo Pea et Susan Player dans une scène du film.

- Riccardo Cucciolla : Celio D'Altamura
- Alfredo Pea : Nico D'Altamura
- Claudio Nicastro : Don Savino
- Rosalba Neri : Altomare
- Fiorella Masselli : Bérénice, épouse de Célio
- Renzo Marignano : le père de Sonia
- Lia Tanzi : jeune fille de Roccadura
- Mauro Perrucchetti : Arcalli
- Loredana Fabriani :
- Edda Ferronao :
- Carla Mancini :
- Raf Baldassarre :
- Vera Drudi :
- Ennio Colaianni : Cataldo

## Tournage
Le tournage a eu lieu principalement dans la péninsule du Salento : en particulier à Lecce, Uggiano la Chiesa (église Santa Maria), Nardò (Piazza Salandra) et Porto Cesareo (plage Torre Lapillo), avec des prises de vue également dans la Terra di Bari : dans la campagne de Conversano (Castello Marchione) et Monòpoli (Masseria Spina Grande) ainsi qu'en d'autres localités des Pouilles.

## Accueil critique
Au fil des ans, ce film de Martino a reçu des critiques mitigées. Elles vont de la « comédie érotique médiocre » à l'« œuvre incomprise mais magistralement belle ».
Selon le jugement de Manlio Gomarasca : « Écrit par Martino lui-même (qui assure l'avoir enrichi d'une série de références à sa propre adolescence) [...], le film, tourné avec une solide maîtrise et un bon goût dans le mélange des éléments, s'écroule cependant précisément dans la figure de l'adolescente choisie pour jouer la cousine : l'Américaine Susan Player, belle mais trop glaciale pour une histoire aussi viscéralement méditerranéenne ».